# Орандж (округ, Флорида)
Шаблон:StateAbbr_ 28°31′ пн. ш. 81°19′ зх. д. / 28.51° пн. ш. 81.32° зх. д.
О́рандж (англ. Orange County) — округ (графство) у штаті Флорида, США. Площа 2 600 км².
Населення 1 145 956 осіб (2010 рік). Центр округу — місто Орландо.
Округ виділений 1824 року з округу Сент-Джонс. Входить до агломерації Орландо.

## Географія
За даними Бюро перепису населення США, загальна площа округу становить 1 003 квадратних милі (2 600 км²), з них 903 квадратних милі (2 340 км²) — суша, а 100 квадратних миль (260 км²) (10 %) — вода.

## Суміжні округи
- Семінол, Флорида — північ
- Волусія, Флорида — північний схід
- Бровард, Флорида — схід
- Осіола, Флорида — південь
- Полк, Флорида — південний захід
- Лейк, Флорида — захід